# Список чемпионов АБА
Финал американской баскетбольной ассоциации (АБА) представлял собой серию чемпионата ABA, в котором две команды играли друг с другом за звание. ABA была создана осенью 1967 года, и первый финал АБА был сыгран в конце первого сезона лиги весной 1968 года. Лига прекратила свою существование в 1976 году в результате слияния АБА с НБА и четыре команды от АБА продолжили выступать в национальной баскетбольной ассоциации.
Все финалы АБА проходили в формате семи матчей в серии до четырёх побед. В них встречались победители Восточного и Западного дивизионов (за исключением в 1976 года когда все команды были объединены в один дивизион). «Индиана Пэйсерс» и «Нью-Йорк Нетс» являются единственными командами, которые становились чемпионами АБА более одного раза. «Индиана Пэйсерс» впервые играли в финале в 1969 году, когда проиграли «Окленд Окс», но уже в следующем году «Пэйсерс» выиграли у «Лос-Анджелес Старз». Они выиграли в финале снова в 1972 году после их перехода в западный дивизион у «Нью-Йорк Нетс». В последний же раз «Индиана Пэйсерс» побеждали в финале в 1973 году в серии против «Кентукки Колонелс». «Нью-Йорк Нетс» выиграли свой первый титул в 1974 году у «Юта Старз», а второй в 1976 году в серии против «Денвер Наггетс».
Последний финал АБА был сыгран в 1976 году, после чего АБА и НБА объединились. Три из четырёх команд, перешедших из Американской баскетбольной ассоциации в Национальную баскетбольную ассоциацию выходили в финал АБА.         

## Легенда
|             | Команда — победитель финала АБА                                                            |
| †           | Выделена команда, показавшая лучший результат в регулярном сезоне                          |
| Команда (X) | Указан раз, в который команда становится победителем (если это происходит не в первый раз) |

## Чемпионы
| Год  | Чемпион западного дивизиона | Результат | Чемпион восточного дивизиона | Ссылка |
| ---- | --------------------------- | --------- | ---------------------------- | ------ |
| 1968 | Нью-Орлеан Баканирс         | 3–4       | Питтсбург Пайперс†           | [ 2 ]  |
| 1969 | Окленд Окс†                 | 4–1       | Индиана Пэйсерс              | [ 4 ]  |
| 1970 | Лос-Анджелес Старз          | 2–4       | Индиана Пэйсерс†             | [ 5 ]  |
| 1971 | Юта Старз                   | 4–3       | Кентукки Колонелс            | [ 10 ] |
| 1972 | Индиана Пэйсерс (2)[a]      | 4–2       | Нью-Йорк Нетс                | [ 6 ]  |
| 1973 | Индиана Пэйсерс (3)         | 4–3       | Кентукки Колонелс            | [ 7 ]  |
| 1974 | Юта Старз                   | 1–4       | Нью-Йорк Нетс†               | [ 8 ]  |
| 1975 | Индиана Пэйсерс             | 1–4       | Кентукки Колонелс†           | [ 11 ] |

| Год  | Победитель        | Результат | Финалист        | Ссылка |
| ---- | ----------------- | --------- | --------------- | ------ |
| 1976 | Нью-Йорк Нетс (2) | 4–2       | Денвер Наггетс† | [ 9 ]  |

## Достижения команд
| Команда                  | Число выходов в финал | Чемпион | Второе место | Года побед       | Года вторых мест |
| ------------------------ | --------------------- | ------- | ------------ | ---------------- | ---------------- |
| Индиана Пэйсерс          | 5                     | 3       | 2            | 1970, 1972, 1973 | 1969, 1975       |
| Нью-Йорк Нетс            | 3                     | 2       | 1            | 1974, 1976       | 1972             |
| Кентукки Колонелс        | 3                     | 1       | 2            | 1975             | 1971, 1973       |
| Лос-Анджелес / Юта Старз | 3                     | 1       | 2            | 1971             | 1970, 1974       |
| Окленд Окс               | 1                     | 1       | 0            | 1969             | —                |
| Питтсбург Пайперс        | 1                     | 1       | 0            | 1968             | —                |
| Денвер Наггетс           | 1                     | 0       | 1            | —                | 1976             |
| Нью-Орлеан Баканирс      | 1                     | 0       | 1            | —                | 1968             |

## Комментарий
- a  «Индиана Пэйсерс» перешла из Восточного дивизиона в Западный по окончании сезона 1969/1970[12].